# Bertrand Lavier
Bertrand Lavier (* 14. Juni 1949 in Châtillon-sur-Seine) ist ein französischer Bildhauer und Installationskünstler. 

## Leben und Werk
Bertrand Lavier hat zwischen 1968 und 1972 ein Studium als Gartenbauingenieur an der École nationale supérieure d'horticulture absolviert und ist als Künstler Autodidakt. Er ist mit Gloria Friedmann verheiratet. Das Paar lebt und arbeitet in Aignay-le-Duc und Paris.
Einige seiner Werke stehen in der Tradition des Objet trouvé. Des Weiteren übermalt Bertrand Lavier seit 1975 Flächen und seit 1981 auch industriell gefertigte Gegenstände. So schuf er für die documenta 8 ein überdimensioniertes Tennisfeld auf dem Kasseler Entenanger.

## Ausstellungen (Auswahl)

### Einzelausstellungen
- 2012: Retrospektive, Centre Georges Pompidou, Paris

### Gruppenausstellungen
- 2010: Centre Pompidou in the Eremitage (Sankt Petersburg), Eremitage, Sankt Petersburg, Russland
- 2006: Lichtkunst aus Kunstlicht, Zentrum für Kunst und Medientechnologie, Karlsruhe
- 1999: Die Scheinbaren Haus der Kunst, München
- 1999: Original echt/falsch Weserburg Museum für moderne Kunst, Bremen
- 1998: Weather Every Thing Galerie für Zeitgenössische Kunst, Leipzig
- 1997: Die Epoche des moderner Kunst im 20. Jahrhundert Martin-Gropius-Bau, Berlin
- 1997: 47. Biennale di Venezia, Venedig
- 1993: 45. Biennale di Venezia, Venedig
- 1993: Der Zerbrochene Spiegel Deichtorhallen, Hamburg
- 1992: Territorium Artis Kunst- und Ausstellungshalle der Bundesrepublik Deutschland, Bonn
- 1992: Bertrand Lavier Museum Moderner Kunst Stiftung Ludwig Wien, Wien
- 1988: Auf zwei Hochzeiten tanzen Jean-Michel Alberola, Bertrand Lavier, Annette Messager, Kunsthalle Zürich, Zürich
- 1987: documenta 8, Kassel
- 1986: Prospekt 86. Eine Internationale Ausstellung Aktueller Kunst Frankfurter Kunstverein-Schirn Kunsthalle Frankfurt, Frankfurt
- 1985: 18. Biennale von São Paulo, São Paulo
- 1982: documenta 7, Kassel
- 1976: 38. Biennale di Venezia, Venedig[2]

## Auszeichnungen
- 1999: Preis für Skulptur Bernhard-Heiliger-Stiftung